# Forteresse de Marienberg
Ne doit pas être confondu avec Forteresse teutonique de Marienbourg ou Enceinte de Mariembourg.
La forteresse de Marienberg se trouve sur les hauteurs de Wurtzbourg en Bavière.

## Description
En 704, une église dédiée à la Vierge est construite sur un ancien site celte. Au XIIIe siècle, elle est entourée d'une première fortification. En 1482, la forteresse se dote d'un second mur d'enceinte et de la porte de Scherenberg.
De 1253 à 1719, la forteresse de Marienberg est la résidence des princes-évêques de Wurtzbourg.
Lors de la Révolte des Rustauds, le château fut assiégé par une armée de 15 000 paysans qui ne purent s'en emparer à cause des murs d'enceinte et de l'escarpement du terrain. Leur chef, Florian Geyer, alla chercher à Rothenburg ob der Tauber des canons pour ouvrir une brèche dans la muraille. À l'issue du conflit, plus de 8 000 paysans ont été tués ou aveuglés sur les ordres de l'évêque. Les Nazis mirent en évidence le rôle de Florian Geyer 410 ans plus tard. Ils appréciaient le fait qu'un homme ordinaire puisse se sacrifier pour son idéal et lutter contre l'église catholique.
Dès 1573, la forteresse est transformée en château Renaissance. Au cours de la guerre de Trente Ans, en 1631, les Suédois s'emparent de la forteresse qui est reconstruite dans le style baroque, avec les premiers jardins en terrasse.
Sous le prince-évêque Johann Philipp de Schönborn (1642-1673), on construit d'autres bâtiments et des bastions.
La forteresse fut prise à différentes reprises, durant les guerres napoléoniennes et par l'armée prussienne en 1866.
Elle abrite aujourd'hui plusieurs musées de la ville de Wurtzbourg.

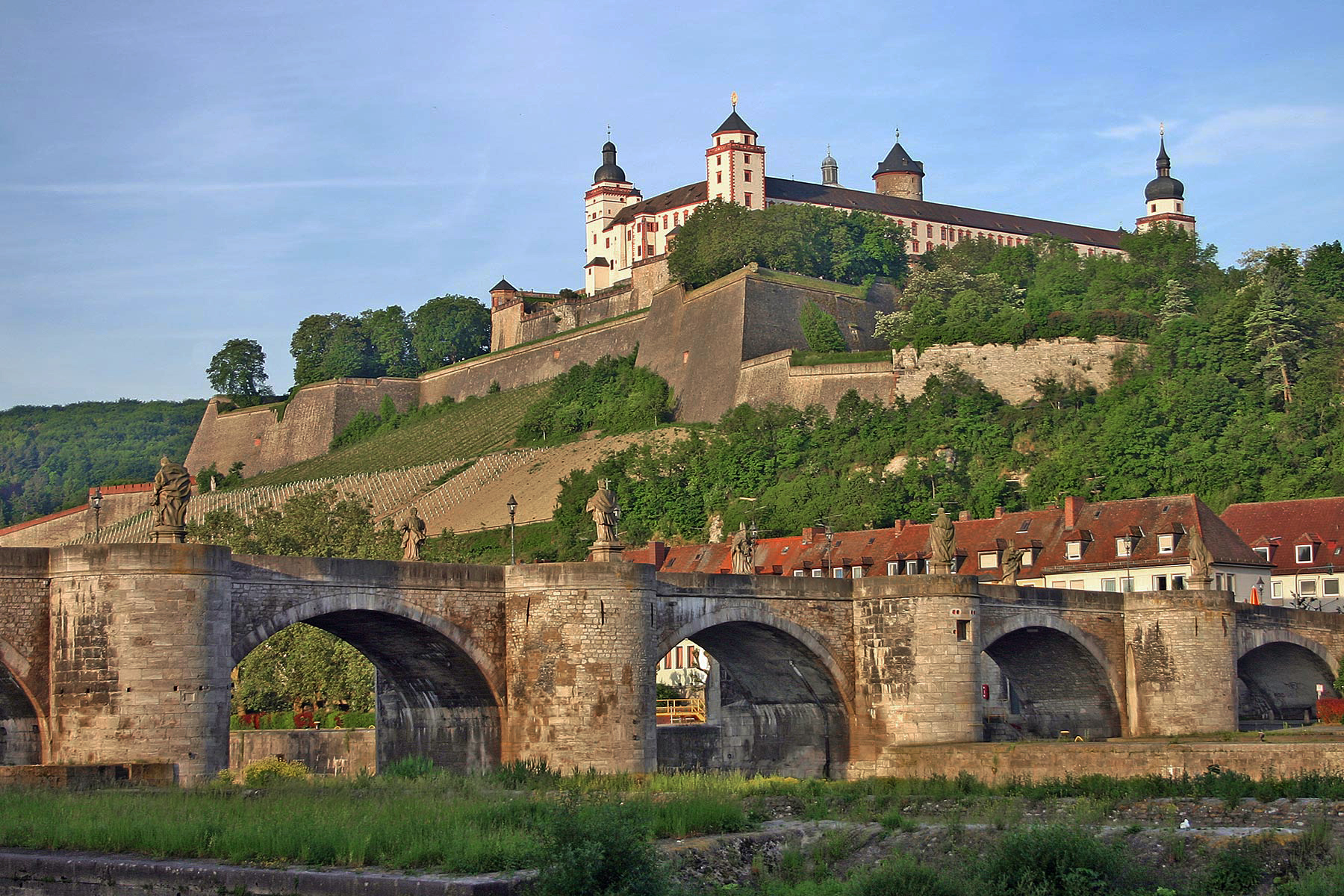
La forteresse de Marienberg.
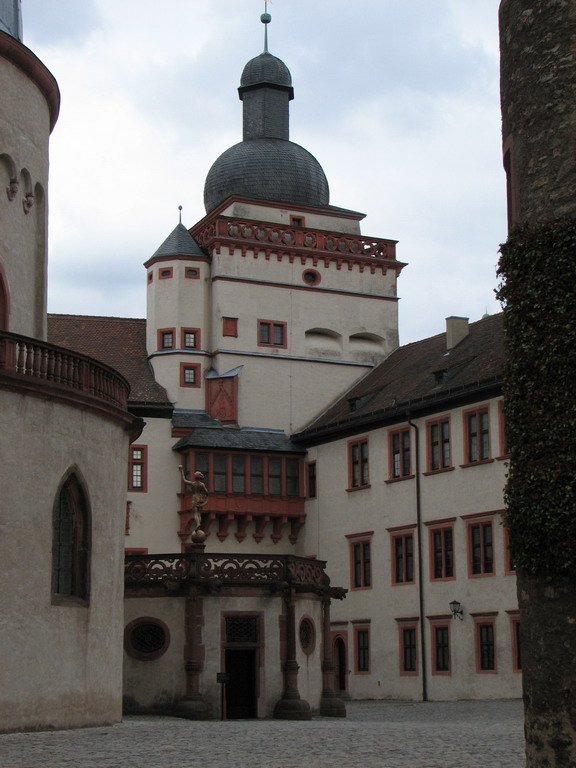
Cour intérieure.
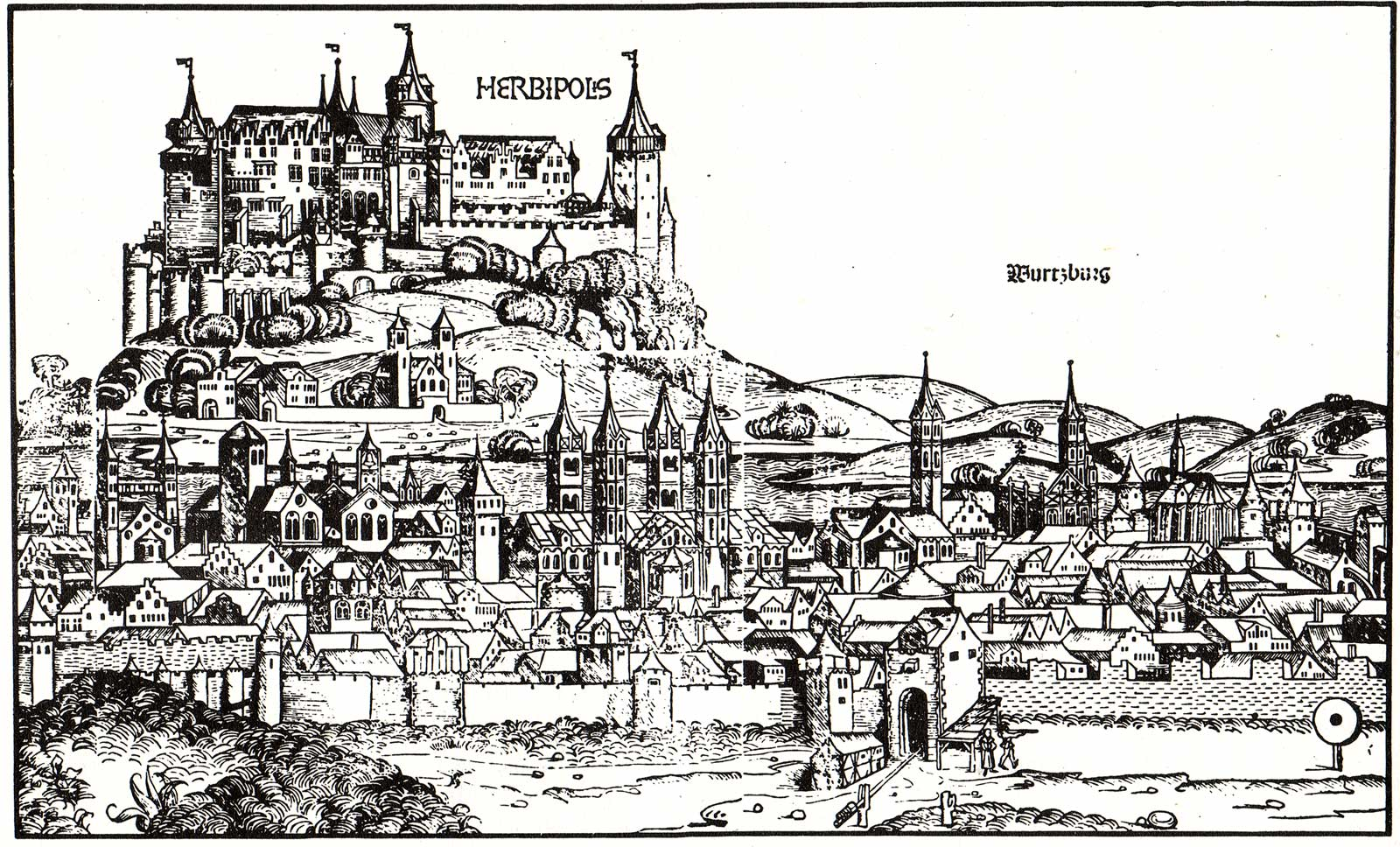
Marienberg en 1493.
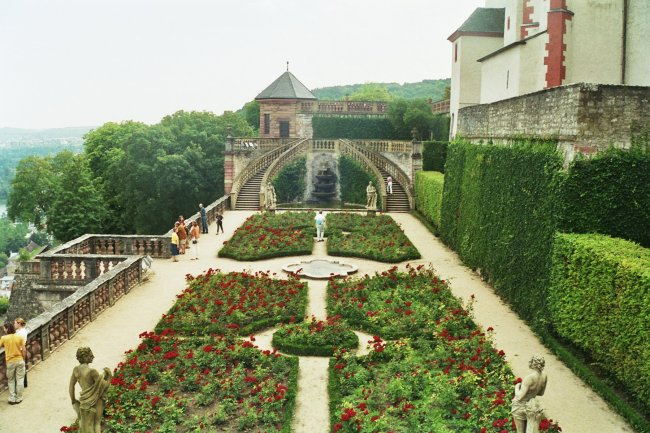
Jardins.